# Madrasa des an-Nasir Muhammed

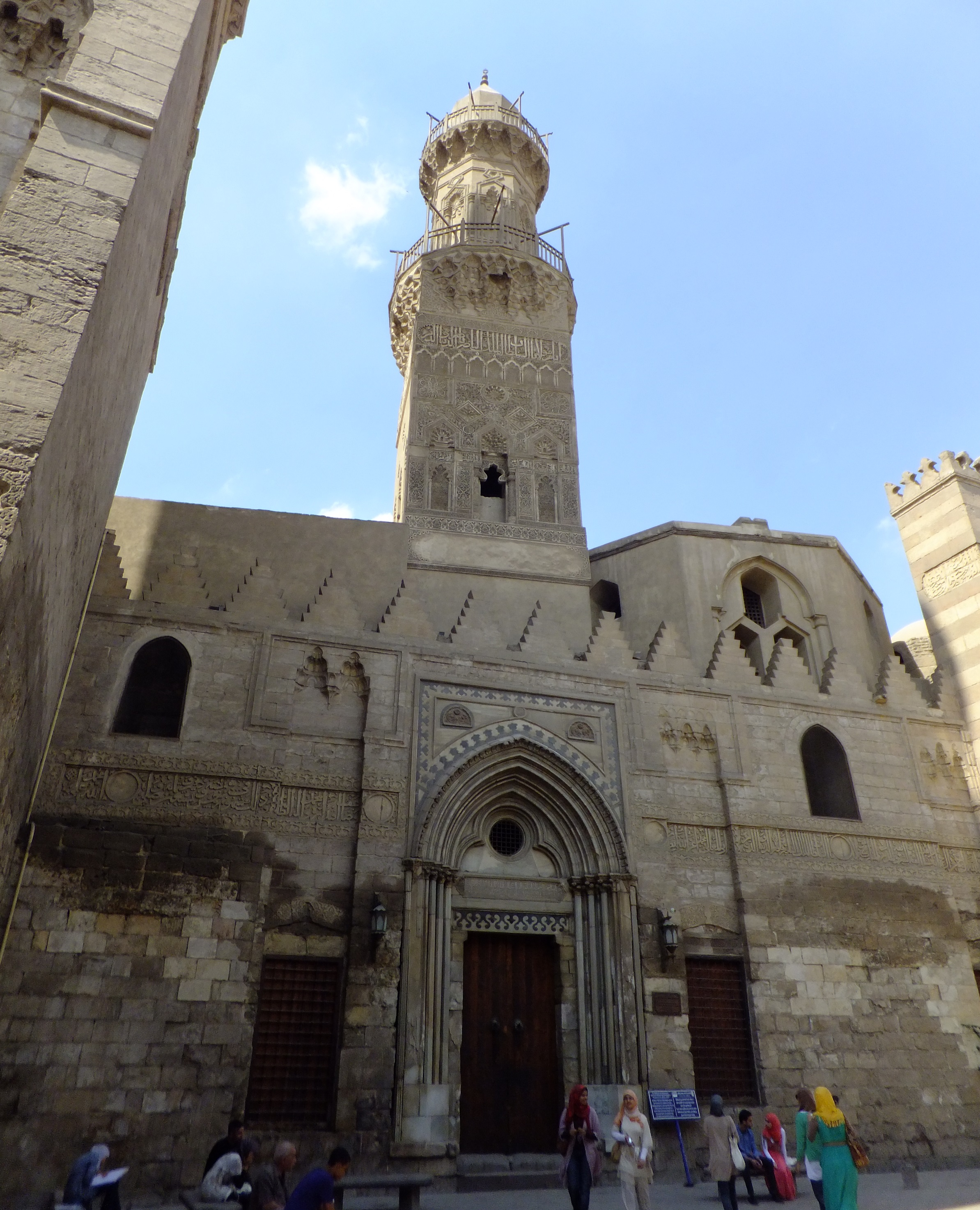
Die Medrese mit dem gotischen Portal aus der St.-Andreas-Kirche in Akkon

Die Madrasa des an-Nasir Muhammed ist eine Madrasa in Kairo, die in den Jahren 1295 bis 1303 errichtet wurde. Der Bau wurde von dem Sultan Chetbuga (regierte 1294 bis 1296) begonnen und von König (al-Malik) an-Nasir Muhammed fertiggestellt, der die Einweihung im Jahr 1303 feierte.
Der Komplex besteht aus einem Hof mit vier Iwanen. Diese bilden im Grundriss ein Kreuz. Es handelt sich um die frühste Anlage dieser Form in Kairo. Die Inschrift am Eingang nennt an-Nāsir Muhammed ibn Qalāwūn als Erbauer, doch liefert sie auch das Jahr 1296. Die Inschrift ist also offensichtlich von Chetbuga in Auftrag gegeben worden und wurde unter an-Nāsir Muhammed ibn Qalāwūn geändert, wobei die Jahreszahl im Text nicht verändert wurde. Eine Besonderheit des Baues ist das gotische Portal. Es handelt sich um ein Beutestück der Kirche St. Andreas, das Chalil bei einem Feldzug gegen die Kreuzfahrer aus Akkon mitgebracht hatte und von Chetbuga in den Bau integriert wurde. Das Mausoleum liegt direkt neben dem Eingang und weist gotische Marmorsäulen auf, die vielleicht auch von der Kirche aus Akkon stammen. Hier befindet sich auch ein besonders reiches Mihrab. Über dem Eingang steht ein viereckiges, reich mit Stuckaturen dekoriertes Minarett. Der Bau hatte einst auch eine Kuppel, die heute aber verschwunden ist. Der Sultan wurde nie in dem Mausoleum bestattet. Dagegen fanden hier sein Sohn Anuk und seine Mutter Bint Sukbay ihre letzte Ruhestätte.